# 岡崎乾二郎
岡﨑 乾二郎（おかざき けんじろう、1955年10月24日 - ）は、日本の造形作家、批評家。東京大学大学院客員教授、武蔵野美術大学客員教授。妻は詩人のぱくきょんみ。他におかざき乾じろ名義が存在する。

## 略歴
東京都出身。父親は建築家、母親は発明家。多摩美術大学彫刻科中退。Bゼミスクール修了。
平面・立体での両面で多彩な創作活動を展開、「ART TODAY 2002　岡﨑乾二郎展」（セゾン現代美術館）をはじめ、内外でさまざまな展覧会を開いてきている。美術領域の表現を越えても建築および景観設計、8ミリ映画「回想のヴィトゲンシュタイン」（1988）から、地域再生計画「灰塚アースワーク・プロジェクト」（1994-）にいたるまで、その活動はきわめて広範囲に及ぶ。2002年のヴェネツィア・ビエンナーレ第8回建築展では日本館のテーマ展示「漢字文化圏における建築言語の生成」のディレクターを務めた。2007年には舞踏家トリシャ・ブラウンとのコラボレーション「I Love my robots」でも話題を呼んだ。また、主著『ルネサンス　経験の条件』（2001）のほか、編集・執筆にかかわった美術雑誌『FRAME』(第1-3号、1990-1991年)や共編著『批評空間　増刊号　モダニズムのハードコア』(1995)などは、美術の領域を超えて大きな影響をもった。『ルネサンス　経験の条件』は「歴史的な書物の誕生」と浅田彰によって評された。近畿大学国際人文科学研究所の活動の一環として主任ディレクターを務めた四谷アート・ステュディウムは、新しい教育・創造活動の拠点として注目されていた。
2019年、『抽象の力　近代芸術の解析』で芸術選奨文部科学大臣賞受賞。2022年、『感覚のエデン』で毎日出版文化賞文学・芸術部門を受賞した。弟子に沢山遼がいる。
2025年、東京都現代美術館にて個展「岡﨑乾二郎 而今而後 ジコンジゴ Time Unfolding Here」を開催。

## 主な活動
- 8ミリ映画「回想のヴィトゲンシュタイン」
- 美術雑誌「FRAME」（第1-3号）編集執筆
- コンピュータ・アート・ワーク「Random Accidental Memory」
- 「灰塚アースワーク・プロジェクト」企画制作
- 「ヴェネツィア・ビエンナーレ第8回建築展」日本館ディレクター（コミッショナー:磯崎新、テーマ:「漢字文化圏における建築言語の生成」）
- 近自然公園「日回り舞台」
- ART TODAY 2002 岡﨑乾二郎（セゾン現代美術館）
- おととい橋（羽地大橋）
- なかつくに公園
- 表象（2007－年刊、表象文化論学会責任編集）、01・04に討議参加
- 小田急ロマンスカー・GSE シート張地デザイン[8]

## 主な著書

### 単著
- 『ルネサンス 経験の条件』筑摩書房, 2001／文藝春秋〈学藝ライブラリー〉, 2014。解説斎藤環
- 『抽象の力　近代芸術の解析』亜紀書房, 2018
- 『とぴかぴくたす』ナナロク社, 2020
- 『感覚のエデン 批評選集』亜紀書房, 2021
- 『絵画の素』岩波書店, 2022
- 『而今而後(ジコンジゴ)―批評のあとさき　批評選集Ⅱ』亜紀書房, 2024

### 共著
- 『和英対峙 現代美術演習』共著, 1989, 現代企画室
- 『「批評空間」増刊号　モダニズムのハードコア：現代美術批評の地平』共同編著, 1995, 太田出版
- 『現代日本文化論11 芸術と創造』共著, 1997, 岩波書店
- 『20-21世紀 DESIGN INDEX』共著, 2000, INAX出版
- 『必読書150 』共著, 2002, 太田出版
- 『漢字と建築』共同編著, 2003, INAX出版
- 『絵画の準備を！』松浦寿夫との対談, 2005, 朝日出版社
- 『トリシャ・ブラウン―思考というモーション』共同編著, 2006, ときの忘れもの
- 『芸術の設計―見る/作ることのアプリケーション』編著, 2007, フィルムアート社
- 『視覚のカイソウ』共同編著, 2020, ナナロク社

### 共著による絵本
- 『れろれろくん』ぱくきょんみとの共著, 2004, 小学館
- 『ぽぱーぺ ぽぴぱっぷ』谷川俊太郎との共著, 2004, クレヨンハウス